# Fazendas de Bitcoin
As fazendas de Bitcoin ou minas de Bitcoin são instalações com uma grande concentração de computadores realizando o processo de mineração de Bitcoin. Estas fazendas tem o intuito de concentrar um grande poder computacional para resolver problemas matemáticos computacionalmente custosos em troca de criptomoedas. Elas estão geralmente localizadas em grandes galpões ou edificações que comportam centenas ou milhares de máquinas trabalhando em tempo real para realizar a mineração e existem muitas empresas que trabalham exclusivamente para gerenciar o funcionamento e o desempenho destas fazendas de Bitcoin. 

## O processo de mineração
A mineração de bitcoin é a principal tarefa das fazendas de Bitcoin, por meio dele que as empresas mineradoras geram lucro e sustentam os seus custos de operação. O Bitcoin é um sistema financeiro proposto por Satoshi Nakamoto em 2008 e tem como seu principal lema a descentralização da economia, ou seja, o sistema não é controlado por nenhuma entidade central. O Bitcoin atinge esta descentralização através do seu método de gerenciar e validar as transações, todas as transações são geradas por seus usuários e salvas em uma planilha pública compartilhada por todos seus integrantes chamada Blockchain. Por ser uma planilha pública, transações podem ser escritas na Blockchain por qualquer usuário do sistema, medidas foram tomadas para prevenir fraudes e double-spending. Todas as transações no sistema Bitcoin possuem uma assinatura única que é gerada por uma função que tem como entrada a chave privada daquele usuário e o conteúdo da transação. A chave privada e o conteúdo da transação passam por um processo chamado hashing criptográfico e através disso a assinatura da transação é gerada, este processo não necessita de muito poder computacional e é fácil de se fazer. Por outro lado, o caminho inverso de checar a validade desta assinatura é um processo computacionalmente muito custoso, pois envolve a busca por força bruta, a qual é um processo de tentativa e erro de todas as combinações possíveis que poderiam vir a gerar aquela chave. Este processo de validação das transações e suas respectivas assinaturas é um trabalho dos mineradores de Bitcoin, eles usam o seu poder computacional para resolver este problema computacionalmente custoso em troca de gorjetas em Bitcoin, em um processo chamado prova de trabalho (do inglês proof-of-work).

## Desenvolvimento da mineração e as fazendas de Bitcoin
No início do sistema do Bitcoin, os mineradores usavam laptops antigos e seus computadores pessoais para realizar a mineração de Bitcoins. Como proposto no white paper de Satoshi Nakamoto, a dificuldade dos problemas de validação aumentaria com o passar do tempo para equilibrar a economia do sistema monetário virtual. Com este aumento da dificuldade de resolução dos problemas, os mineradores passaram a utilizar computadores com uma capacidade de processamento maior e muitas vezes dedicar mais de um computador para realizar o processo de mineração. Com o tempo, os mineradores descobriram que eles poderiam usar GPUs para realizar o processo de mineração, pois estas permitem o uso de paralelismo para realização de tarefas, também conhecido como multithreading ou multitasking, assim aumentando a capacidade de mineração das maquinas usadas para o trabalho. Com a dificuldade de mineração crescendo cada vez mais e a popularidade do Bitcoin também, máquinas mais conhecidas como ASICS (do inglês, application specific integrated circuits) ou mineradoras, substituiram as placas gráficas no processo de mineração de bitcoin, aumentando ainda mais o desempenho da mineração de Bitcoin. Atualmente há empresas que possuem dezenas ou centenas de máquinas específicas para mineração de Bitcoins armazenadas em locais de grande área, normalmente em um galpão ou em um andar de um edifício, minerando Bitcoin constantemente. Estas áreas com grande concentração de mineradoras de bitcoin são chamadas fazendas de Bitcoin ou minas de Bitcoin.

## As fazendas de Bitcoin e suas vantagens
No processo de mineração de Bitcoins, o minerador que solucionar o problema proposto mais rapidamente realiza a prova do seu trabalho e leva o "prêmio" de agradecimento pelo feito. Como as soluções dos problemas de prova de trabalho são feitas pelo método da força bruta, quanto mais poder computacional um minerador possuir, maior a probabilidade dele resolver o problema e ganhar o prêmio em bitcoins. Como a dificuldade dos problemas vem aumentando cada vez mais, alguns indivíduos tiveram a ideia de criar fazendas de bitcoin que, por sua vez, são complexos onde há uma grande concentração de poder computacional, portanto a probabilidade de sucesso na mineração é bem maior nestes complexos do que em computadores de mineradores amadores. As fazendas de Bitcoin possuem de centenas a milhares de máquinas especialmente desenvolvidas para a mineração Bitcoin trabalhando incessantemente, por conta desta grande concentração de poder computacional, já foram registrados lucros mensais de 1,5 milhões de dólares provenientes da mineração em fazendas de Bitcoin.

## Impacto ambiental causado por fazendas de Bitcoin
Por conta do poder computacional necessário para realizar a mineração de Bitcoins e da capacidade de processamento das máquinas mineradoras, a quantidade de energia gasta no processo de validação das transações é gigantesca. Além da energia gasta pelo processo de busca por força bruta, as mineradoras geram uma grande quantidade de calor devido ao pesado processamento de problemas matemáticos que elas são submetidas, logo também é preciso de um poderoso sistema de refrigeração para não causar danos as máquinas e prover um ambiente minimamente confortável para os trabalhadores das fazendas de Bitcoin. Foi calculado por Cristopher Malmo que uma única transação de Bitcoin realizada por todos mineradores da rede Bitcoin consome uma quantidade de energia equivalente a o consumo de  1,6 casas americanas. Foi estimado por Malmo que esse número pode aumentar bastante devido ao crescimento da popularidade do Bitcoin e da dificuldade dos problemas a serem solucionados, ele obteve uma estimativa de que a rede Bitcoin pode chegar a consumir continuamente o equivalente a quantidade de energia gerada por uma pequena usina elétrica e chegar a um consumo total de um pequeno país como a Dinamarca até 2020.  Foi registrado que uma fazenda de Bitcoin localizada na província de Liaoning, na área rural da China, possuía um consumo médio de energia equivalente a 1.250 kWh. Este consumo excessivo de energia  proveniente da mineração de Bitcoins pode causar um grande impacto ambiental, contribuindo para o aumento do aquecimento global quando as fontes de energias usadas para alimentar este processo não são renováveis. Existem discussões para alternativas mais sustentáveis de mineração e até mesmo de criptomoedas ecologicamente mais amigáveis, uma delas é usar a energia solar para a alimentação das fazendas de bitcoin. 

## Fazendas notáveis de Bitcoin

### Fazenda de Changcheng. Liaoning, China
Esta fazenda de Bitcoin é uma das seis fazendas pertencentes a um grupo anônimo de 4 membros localizada em uma área rural no nordeste da China. Este grupo possui outras 5 fazendas de Bitcoin e juntas, elas equivalem ao poder computacional de 3% de toda a rede de mineração de Bitcoin. Em outubro de 2014, estas fazendas geravam em média 4.050 Bitcoins por mês, o equivalente na época a cerca de 1.5 milhões de dólares. A fazenda de Changcheng ocupa um andar inteiro de um edifício e possui cerca de 3.000 máquinas mineradores funcionando constantemente para realizar a mineração. O consumo de eletricidade nesta fazenda está na faixa de 1.250kWh e a sua conta de eletricidade chega a 80.000 dólares por mês. Esta mina possui funcionários que supervisionam o processo de mineração e fazem a manutenção e os ajustes necessários no sistema da fazenda. A mina também possui cerca de 12 ventiladores de exaustão com o objetivo de controlar a temperatura para que as mineradoras não quebrem devido a alta temperatura gerada pelo processo de mineração. Os funcionários vivem na mina e recebem salários relativamente altos para gerenciá-la. A poluição sonora desta fábrica é muito alta devido a quantidade de mineradoras e ventiladores para o controle de temperatura.

### Fazenda de Dave Carlson, Estados Unidos.
Esta fazenda é uma das maiores fazendas de Bitcoin da américa, situada no leste do estado de Washington, o seu local exato é um segredo pois o seu proprietário lucra cerca de 8 milhões de dólares por mês com o processo de mineração e ele acredita que não divulgando o seu local ele pode manter o seu negócio mais seguro de ataques de hackers ou indivíduos maliciosos. Segundo Carlson, ele escolheu a localização da fazenda com base no preço da eletricidade do estado, pois ela consome cerca de de 1.5 megawatts, o que poderia suprir o consumo elétrico de uma pequena cidade. O poder computacional desta mina é estimado em 1.5 petahashes, proveniente de milhares de máquinas construídas especialmente para a mineração de Bitcoins.

### Fazenda de Bitcoin Genesis.
Como as outras fazendas de Bitcoin, esta fazenda islandesa possui milhares de  mineradoras especializadas para a realização da corrida atrás do prêmio proveniente da mineração de Bitcoins. Uma das principais vantagens da localização desta fazenda é o constante clima frio islandês. Esta mina além de minerar Bitcoins, também minera o Ethereum, outra criptomoeda cuja popularidade está crescendo cada vez mais apesar de problemas de segurança que já ocorreram em sua história. A energia elétrica barata é outro bônus da localização da mina Genesis. Os proprietários da fazenda também possuem outras fazendas na Bósnia e na China.